# Pinchas Lapide

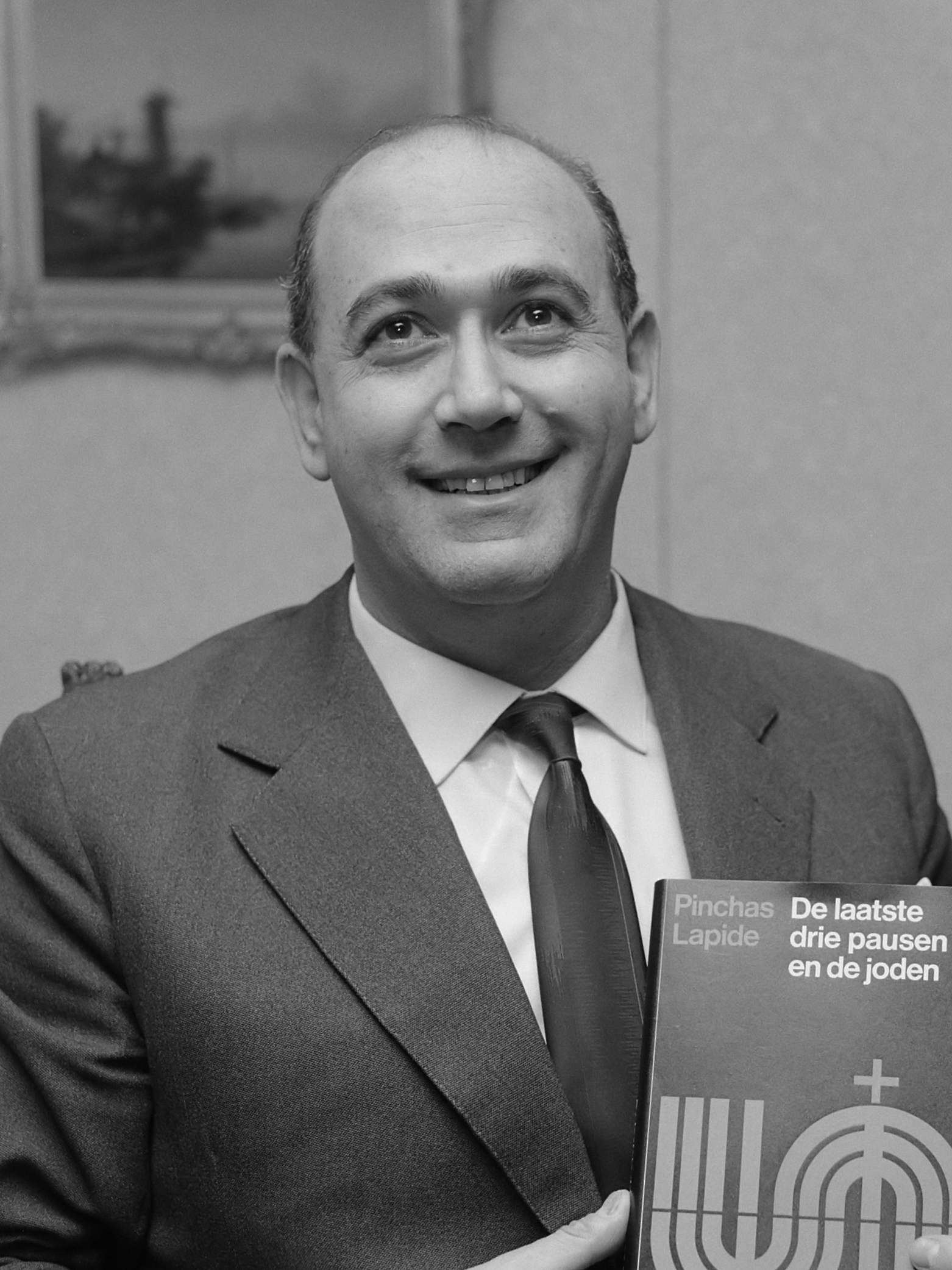
Pinchas Lapide (1967)

Pinchas Lapide (geboren als Erwin Pinchas Spitzer am 28. November 1922 in Wien; gestorben am 23. Oktober 1997 in Frankfurt am Main) war ein österreichisch-israelischer jüdischer Religionswissenschaftler. Auf christlicher Seite wurden seine Kenntnis des Neuen Testaments und sein Engagement für den jüdisch-christlichen Dialog geschätzt.

## Leben
Erwin Pinchas Spitzer wurde 1922 als Sohn einer jüdischen Familie in Wien geboren, einem der großen Zentren jüdischer Kultur in Europa. Seit dem Ende des Ersten Weltkrieges waren jedoch Vertreter politischer Parteien wie auch der katholischen Kirche gegen Juden und das Judentum aufgetreten. 1925 warnte etwa Bischof Waitz von Innsbruck vor der Weltgefahr des habgierigen, wucherischen, ungläubigen Judentums, dessen Macht unheimlich gestiegen sei. Die Christlich-Soziale Partei Österreichs bediente sich im Wahlkampf teils offen antisemitischer Klischees. Im Zuge der Weltwirtschaftskrise 1929 wurde immer wieder vom jüdischen „raffenden“ (Spekulations-)Kapital im Gegensatz zum nichtjüdischen „schaffenden“ Kapital gesprochen. Der Austrofaschismus ab 1934 drängte Juden in der Organisation des katholischen „Ständestaates Österreich“ an den Rand der Gesellschaft (vgl. Klerikalfaschismus). Kauft nicht bei Juden wurde eine bekannte Parole, die allerdings noch kaum Wirksamkeit entfaltete.
Nach dem Anschluss Österreichs vom 11. März 1938 an das Deutsche Reich setzte sofort die systematische und radikale Zerstörung der jüdischen Kultur und die Eliminierung der Juden aus allen Lebensbereichen in Österreich ein (siehe Staatsverbrechen in Österreich während der Zeit des Nationalsozialismus). Erwin Pinchas Spitzer, gerade 16 Jahre alt, wurde zusammen mit 6.500 Juden verhaftet und in ein Konzentrationslager gebracht, aus dem er jedoch fliehen konnte. Über die Tschechoslowakei und Polen floh er dann ins Vereinigte Königreich. Von dort aus gelangte er 1940 mit einem Schiff ins Britische Mandat Palästina. Dort nahm er den Namen „Lapide“ an.
Während des Zweiten Weltkrieges kämpfte Lapide mit ca. 27.500 jüdischen Soldaten aus Palästina freiwillig in der British Army, da Hitlers Generalleutnant Erwin Rommel beim Afrikafeldzug im Februar 1941 rasch an der Mittelmeerküste entlang nach Osten vorrückte und man in Palästina befürchtete, er könne im folgenden Monat siegen.
Nach dem Zweiten Weltkrieg studierte Lapide Romanistik an der Hebräischen Universität Jerusalem. Von 1951 bis 1969 arbeitete er als Diplomat und Leiter des Presseamtes für die israelische Regierung in Jerusalem (zeitweise, von 1956 bis 1958, war er auch israelischer Konsul in Mailand). Während der 1950er Jahre fand er in Jerusalem auch seine spätere Ehefrau Ruth Lapide, die als jüdische Religionswissenschaftlerin zunehmend zur Kennerin des Ersten und Zweiten Testamentes wurde und damit insofern außergewöhnlich, als dass die meisten Religionswissenschaftler sich entweder auf das eine oder das andere beschränken, ergo entweder jüdisch oder christlich argumentieren. Im August 1961 gebar sie seinen einzigen Sohn Yuval Lapide.
Neben seinem Diplomatendienst promovierte Pinchas Lapide an der Kölner Universität in Judaistik.
Von 1969 bis 1971 nahm Lapide seinen 8-jährigen Sohn Yuval mit in die Bundesrepublik Deutschland und leistete dort Versöhnungsarbeit: Er ebnete den Weg für einen jüdisch-christlichen Dialog in Europa.
Im Jahre 1972 erhielt Lapide einen Lehrauftrag an der Bar-Ilan-Universität in Ramat Gan.
Nachdem Pinchas und Ruth Lapide als jüdische Religionswissenschaftler weltweit mehrere Lehraufträge erhalten hatten, insbesondere in den USA und Deutschland, entschieden sich beide 1974 für die endgültige Rückkehr in den deutschsprachigen Raum und wählten Frankfurt am Main als neue Wahlheimat. Den Aussagen seiner Frau zufolge reifte der Entschluss damals mit dem Gefühl „Wenn nicht wir, wer dann, um die Menschen dort aufzuklären, wo die Wurzel des Übels war und eine Versöhnung zwischen Christen und Juden dringender denn je gebraucht wird, damit sich solch ein Übel niemals wiederhole“.
Zusammen mit seiner Frau verfasste Lapide mehr als 35 Bücher, die in zwölf Sprachen übersetzt und allein unter seinem Namen veröffentlicht wurden. Er engagierte sich im jüdisch-christlichen Dialog wegbereitend um die Einsicht einer dringend notwendigen Korrektur grober Fehlübersetzungen in der Bibel, die Verständigung zwischen der Bundesrepublik Deutschland und dem Staat Israel sowie für die Annäherung der drei großen Buchreligionen.
Pinchas Lapide erhielt im Jahr 1993 das Große Bundesverdienstkreuz.
Nach seinem Tod setzten seine Witwe Ruth Lapide und sein Sohn Yuval die Arbeit für sein Anliegen fort.

## Ehrungen und Auszeichnungen
Pinchas Lapide ist Träger vieler Auszeichnungen, darunter seit
- 1993: Ehrenplakette der Stadt Frankfurt am Main
- 1993: Großes Bundesverdienstkreuz (für sein Engagement in der Versöhnung zwischen Juden und Christen)[5]

## Werke
- Der Prophet von San Nicandro. Deutsche Fassung: Katharina Spann, Vogt 1963; ISBN 3-7867-1249-2
- Rom und die Juden. Papst Pius XII und die Judenverfolgung. Hess Verlag, 1967 (19972, 20053); ISBN 978-3-87336-241-3
- Nach der Gottesfinsternis. Ein ökumenische Kaleidoskop. Schriftenmissions-Verlag Gladbeck, 1970
- Die Verwendung des Hebräischen in den christlichen Religionsgemeinschaften mit besonderer Berücksichtigung des Landes Israel. Diss. Köln: Kleikamp, 1971
- Auferstehung. Ein jüdisches Glaubenserlebnis. Calwer Verlag Stuttgart, 1977 (19916); als Taschenbuch der Reihe Pinchas Lapide – Wegbereitende Texte zum jüdisch-christlichen Dialog, Bd. 1, hrsg. von Yuval Lapide, 1. Aufl., Lit Verlag 2010; ISBN 978-3-643-10840-1
- Er predigte in ihren Synagogen. Jüdische Evangelienauslegung. Gütersloher Verlagshaus, 1980 (20048); ISBN 978-3-579014005
- Er wandelte nicht auf dem Meer. Ein jüdischer Theologe liest die Evangelien. Gütersloher Verlagshaus, Gütersloh 1984 (20056); ISBN 978-3-579014104
- Am Scheitern hoffen lernen. Erfahrungen jüdischen Glaubens für heutige Christen. Gütersloher Verlagshaus, Gütersloh 1985 (19882); ISBN 978-3-579014135
- Ist die Bibel richtig übersetzt? Band 1 und 2 (Eine Zusammenführung der 1986 und 1994 erschienenen Bände), Gütersloher Verlagshaus, Gütersloh 2004 ISBN 3-579-05460-0
- Wer war schuld an Jesu Tod? Gütersloher Verlagshaus, Gütersloh 1987 (20004); ISBN 978-3-579014197
- Ist das nicht Josephs Sohn? Jesus im heutigen Judentum. Gütersloher Verlagshaus, Gütersloh 1988 (19995); ISBN 978-3-579014081
- zusammen mit Helmut Gollwitzer: Ein Flüchtlingskind. Auslegungen zu Lk 2. Christian Kaiser Verlag, München 1990, ISBN 978-3-459013791
- Der Jude Jesus. Thesen eines Juden. Antworten eines Christen. Patmos Verlagsgruppe, 1979 (20033); ISBN 978-3-545250451
- Paulus zwischen Damaskus und Qumran. Fehldeutungen und Übersetzungsfehler. Gütersloher Verlagshaus, Gütersloh 1993 (19932, 20014); ISBN 978-3-579014258
- Von Kain bis Judas. Ungewohnte Einsichten zu Sünde und Schuld. Gütersloher Verlagshaus, Gütersloh 1994 (20043); ISBN 978-3-579054704
- Leben vor dem Tod – Leben nach dem Tod? Ein Dialog. Mit einem Nachwort von Rita Süssmuth. Gütersloher Verlagshaus, Gütersloh 1998; ISBN 978-3579014463